# 萨尔沃宫
萨尔沃宫（西班牙語：Palacio Salvo）是乌拉圭蒙得维的亚的一座建筑，位于七月十八日大道与独立广场交会处。它是由建筑师Mario Palanti（住在阿根廷布宜诺斯艾利斯的意大利移民）设计，风格类似于他本人在布宜诺斯艾利斯设计的巴罗洛宫。萨尔沃宫完成于1928年，高100米（包含天线）。
萨尔沃兄弟用65万乌拉圭比索购买了这块土地。该建筑原本是打算开设酒店，但是这个计划没有成功，而是成为办公室和私人住宅。该建筑高95米，连同天线则高达100米。天线已经于2012年11月被永久拆除。几十年间，它曾是南美洲最高建筑。

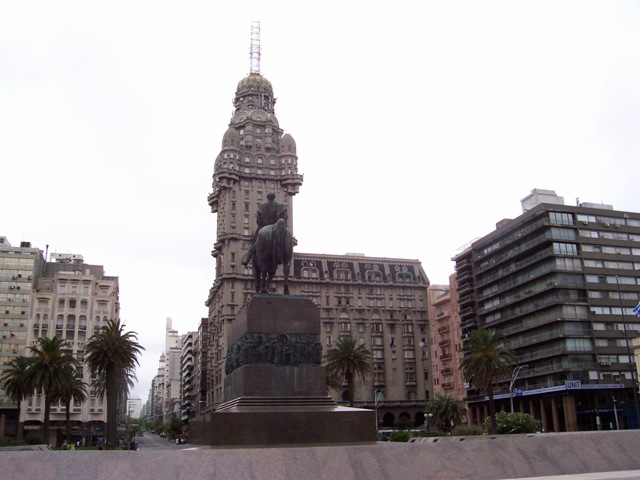
阿蒂加斯陵墓和萨尔沃宫

## 外部連結
- Palacio Salvo Official Site